# Forces Armades Angoleses
Les Forces Armades Angoleses (portuguès: Forças Armadas Angolanas) o FAA són l'exèrcit d'Angola. Inclou El Cap d'Estat Major de les Forces Armades i té tres components: l'Exèrcit (Exército), l'Armada (Marinha de Guerra) i la força aèria (Força Aérea Nacional). El nombre d'efectius humans segons dades de 2013 era d'uns 107.000 homes.
El cap d'estat major de les FAA des de 2010 és el general Geraldo Sachipengo Nunda, antic membre d'UNITA qui informa al Ministre de Defensa Nacional.

## Història
Les FAA succeïren a les anteriors Forces Armades Populars d'Alliberament d'Angola (FAPLA) després que els fracassats acords de Bicesse acordessin la seva unió amb les Forces Armades d'Alliberament d'Angola (FALA), braç armat de la Unió Nacional per a la Independència Total d'Angola (UNITA). Com a part de l'acord de pau, els efectius d'ambdós exèrcits havien de ser demilitaritzades i integrades. La integració no es va arribar a completar perquè UNITA i FALA tornaren als combats en 1992. Més tard, les conseqüències per al personal de FALA a Luanda van ser dures amb els veterans de FAPLA perseguint els seus oponents antics en algunes àrees i els informes de vigilantisme.

## Exèrcit

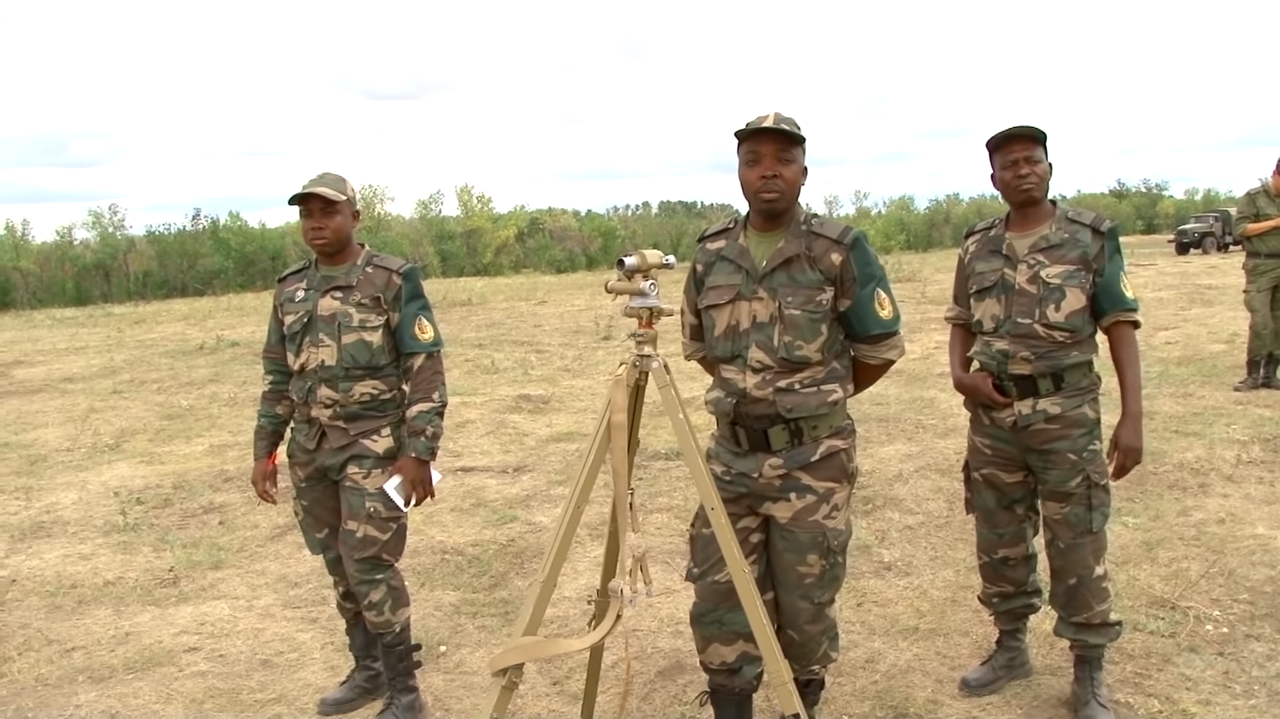
Tinents i capitans angolesos entrenant-se a Rússia l'agost de 2015

### Descripció general
L'exèrcit (Exército) és el component terrestres de les FAA. Està organitzat en sis regions militars (Cabinda, Luanda, Nord, Centre, Est i Sud), cadascuna d'elles seu d'una divisió d'infanteria. Distribuït entre sis regions i divisions d'infanteria, hi ha 25 brigades d'infanteria motoritzada, una brigada de tancs i una brigada d'enginyers. L'Exèrcit també inclou un regiment d'artilleria de l'Exèrcit, l'Escola Militar d'Artilleria, l'Acadèmia Militar de l'Exèrcit, un grup de defensa antiaèria, un grup d'artilleria terrestre, un regiment de policia militar, un regiment de transport logístic i una brigada d'artilleria de camp. L'exèrcit ha inclòs posteriorment la Brigada de Forces Especials (incloent unitats de Comandos i d'Operacions Especials), però aquesta unitat es troba sota el comandament directe de l'Estat Major de les FAA.

### Història
L'1 d'agost de 1974, uns mesos després del cop d'estat que havia enderrocat el règim de Lisboa havia proclamat la seva intenció de concedir la independència a Angola, el MPLA va anunciar la formació de les Forces Armades Populars d'Alliberament d'Angola (FAPLA), que substituirien l'Exèrcit Popular d'Alliberament d'Angola (EPLA). El 1976 les FAPLA havien estat transformades d'una guerrilla poc armada en un exèrcit nacional capaç de sostenir operacions de camp.
En 1990-91 l'exèrcit tenia 10 regions militar i aproximadament 73 'brigades', cadascuna amb una força de mil efectius inclosos infanteria, blindats i artilleria. La Biblioteca del Congrés dels Estats Units deia en 1990 que 'l'exèrcit regular de 91.500 soldats era organitzat en més de 70 brigades d'entre 750 a 1,200 homes cadascuna agrupades en 10 regions militars. La majoria de les regions són comandades per tinents coronels, amb majors com a comandants adjunts, però algunes regions són comandades per majors. Cada regió és formada per d'una a quatre províncies, cadascuna d'elles amb una més brigades assignades. Les brigades eren generalment dividides en batallons o unitats més petites per protegir territoris estratègics, centres urbans, assentaments i estructures crítiques com ponts i fàbriques. Els agents de contraintel·ligència són assignats a totes les unitats de camp per prevenir les filtracions d'UNITA. Les diverses capacitats de combat de l'exèrcit eren indicades per les seves brigades d'infanteria regular i motoritzada amb armament orgànic o assignat, artilleria i unitats de defensa antiaèria; dues brigades d'infanteria; quatre brigades d'artilleria antiaèria; 10 batallons de cuirassats i sis batallons d'artilleria. Aquestes forces eren concentrades principalment en llocs d'importància estratègica i conflicte recurrent: la petroliera província de Cabinda, l'àrea al voltant de la capital, i les províncies del sud on hi operava UNITA i les tropes sud-africanes.'
En 2011 es va informar que l'exèrcit era, de lluny, el més gran dels serveis amb prop de 120.000 homes i dones. L'exèrcit angolès tenia al voltant de 29,000 "treballadors fantasmes" que romanien enrolats en rangs de les FAA i rebien un salari.
En 2013 l'International Institute for Strategic Studies va informar que les FAA tenien sis divisions, les 1a, 5a, i 6a amb dues o tres brigades d'infanteria, i les 2a, 3a i 4a amb cinc o sis brigades d'infanteria. La 4a Divisió inclou un regiment de tancs. També s'ha informat d'una brigada de tancs i una brigada de forces especials separades.
Pel 2011 l'IISS va informar que les forces de camp tenien 42 regiments blindats i d'infanteria, i 16 "brigades" d'infanteria. Aquestes probablement comprenien infanteria, tancs, APC, artilleria, i unitats AA. El principal equipament consisteix en 140 carros de combat, 600 vehicles de reconeixement, uns 920 AFVs, vehicles de combat d'infanteria, 298 howitzers.
El 3 de maig de 2007 es va informar que la Brigada de Forces Especial de les FAA situada a la regió de Cap Ledo, al nord de la província de Bengo acolliria una celebració del 29è aniversari de totes les forces armades. La brigada es va formar el 5 de maig de 1978 així sota el comandament de l'aleshores Coronel Paulo Falcao.

### Equipament
L'Exèrcit funciona una gran quantitat de maquinari rus, soviètic i del Pacte de Varsòvia. Una àmplia quantitat de l'equipament va ser adquirit en els anys 1980 i 1990 molt probablement a causa de les hostilitats amb els països veïns i la seva guerra civil que va durar des de novembre de 1975 fins a 2002. Hi ha un interès per part de l'Exèrcit d'Angola pel brasiler llançador de coets múltiple ASTROS II.

#### Armes d'infanteria
Moltes de les armes d'Angola són d'origen colonial portuguès i del Pacte de Varsòvia. Jane's Information Group llista les següents en servei:
- Rifles en servei de l'exèrcit dels models AK-47, AKM, FN FAL, fusell d'assalt G3, SKS i IMI Tavor.[11]
- Pistoles Makarov, pistola automàtica Stechkin i Tokarev TT-33.
- Subfusells Škorpion vz. 61, Star Z-45, Uzi i subfusell FBP.
- Metralladores RP-46, metralladora RPD, metralladora Vz. 52 i la metralladora pesant DShK.
- Llençagranades automàtic AGS-17.
- Morters models Morter 120-PM-43 (500 en servei) i 82-PM-41 (250 en servei).[12]
- Armes antitanc modells RPG-7, 9K111 Fagot (650 en 1987),[13] 9K11 Malyutka, canó sense retrocés B-10 i el canó sense retrocés B-11.[14]

#### Tancs de combat
- Entre 116 i 267 T-55AM-2 tancs mitjans.[15] 281 T-55 foren encarregats entre 1975 i 1999. 267 T-55AM-2 foren adquirits a Bulgària i Eslovàquia en 1999.[13]
- 22 T-72M1 tancs principals. Adquirits a Belarús en 1999.[12]
- 18 T-62 tancs principals. 364 foren ordenats entre 1980 i 1990.[13]
- 12 PT-76 tancs lleugers amfibis.[15] 68 adquirits en 1975 a la Unió Soviètica.[13]

#### Vehicles blindats
- 150 Vehicle de combat d'infanteria BMP-1.[15]
- 62 Vehicle de combat d'infanteria BMP-2.[15]
- 195 BRDM-2 i 120 BRDM-1 vehicles d'escolta amfibis.[16]
- 62 BTR-60 i 50 OT-62 TOPAS de Transport blindat de personal[12][13]
- 45 Vehicles mòbils d'infanteria  Casspir NG 2000B.[17]
- 24 Transport blindat de personal EE-11 Urutu[15]

#### Artilleria
- 12 canons autopropulsats 2S1 Gvozdika 122 mm (Adquirits en 2000 a Txèquia).
- 4 canons autopropulsats 2S3 Akatsiya 152 mm (Adquirits en 1999 a Bulgària).
- 12 canons autopropulsats 2S7 Pion 203 mm (Adquirits en 2000 a Txèquia).[13]
- Nombre desconegut de canons antitanc M1942 ZiS-3
- ~280 D-30 122 mm Howitzers (28 del Kazakhstan en 1998, 12 de Belarús, 240 de la Unió Soviètica)[13]
- 4 D-20 Howitzers.[13]
- Nombre desconegut de canons divisionals D-44 de 85 mm.
- 48 canons M-46 130 mm[15]
- 75 llençacoets múltiples BM-21 Grad
- 40 Llençacoets múltiple RM-70

#### Armament antiaeri
- 20 canons antiaeris autopropulsats ZSU-23-4 Shilka.
- 40 canons antiaeris autopropulsats ZSU-57-2[16]
- Quantitats d'armes antiaèries ZU-23-2, 57 mm AZP S-60, M-1939, ZPU-4 i M-55.[15]
- 40 sistemes de defensa aèria a gran altitud SA-2 Guideline high-altitude air defense systems.
- 12 SA-3 Goa
- 25 SA-6
- Quantitats de SA-7 Grail
- 15 SA-8
- 20 SA-9 Gaskin
- 10 SA-13
- Quantitats de SA-14 Gremlin i SA-16 Gimlet.

#### Altres vehicles
- Camions Ural-4320

## Força aèria
La Força Aèria Nacional d'Angola (FANA, Força Aérea Nacional de Angola) és la divisió aèria de les FAA. Està organitzada en sis regiments d'aviació, cadascun d'ells dividits en esquadrons, i cadascun d'ells corresponents a una base aèria. A més dels regiments d'aviació, també hi ha una Escola de Formació de Pilots.
La totalitat del personal de la Força Aèria és d'uns 8.000 individus; el seu equipament inclou avions de transport i sis caces Sukhoi Su-27 russos. En 2002 es va perdre un durant la guerra civil contra les forces d'UNITA.
En 1991 les Forces Aèries disposaven de 8.000 persones i 90 avions de combat, inclosos 22 caces de combat, 59 avions de combat a terra i 16 helicòpters d'atac.

## Marina
L'armada angolesa (MGA, Marinha de Guerra de Angola) és el component naval de les FAA. És organitzada en dues zones navals (Nord i Sud), amb bases navals a Luanda, Lobito i Namibe. Inclou una Brigada de Marines i una Escola de Marines, amb base a Ambriz. La marina compta amb uns 1.000 empleats i només opera un grapat de petites embarcacions de patrulla i barcasses.
La Marina s'ha descuidat i ignorat com a braç militar principalment a causa de la lluita de la guerrilla contra els portuguesos i la naturalesa de la guerra civil. Des de principis de la dècada de 1990 fins a l'actualitat, l'Armada Angolesa s'ha reduït d'uns 4.200 empleats a uns 1.000, provocant la pèrdua d'habilitats i coneixements necessaris per mantenir l'equip. Per tal de protegir la costa de Angola de 1.600 km, l'Armada d'Angola està experimentant la modernització. Portugal els ha ha estat formant a través del seu programa de Cooperació Tècnica Militar (CTM). La Marina ha sol·licitat l'adquisició d'una fragata, tres corbetes, tres vaixells de patrulla costa alta i altres vaixells de patrulla ràpida.
La majoria dels vaixells de l'inventari de la marina es remunten a la dècada de 1980 o anterior, i molts dels seus vaixells són inoperables per edat i manca de manteniment. No obstant això, la Marina va adquirir vaixells nous d'Espanya i França als anys noranta. Alemanya ha lliurat diversos llanxes ràpides d'atac per a la protecció de fronteres el 2011.
El setembre de 2014 es va informar que l'Armada d'Angola obtindria set vaixells de la patrulla de classe Macaé procedents del Brasil com a part d'un Memoràndum d'Entesa Tècnica (MOU) que abastava la producció dels vaixells com a part del Programa de Desenvolupament Naval Naval d'Angola (Pronaval). Angola aspira a modernitzar la seva capacitat naval, presumiblement a causa de l'augment de la pirateria marítima dins del Golf de Guinea, que pot tenir un efecte advers sobre l'economia del país.
L'inventari conegut de la marina inclou els següents vaixells:
- Llanxa ràpida d'atac
  - 4 llanxes classe Mandume (tipus Bazan Cormoran reformat en 2009)
- Patrullers
  - 3 Patrullers Patrulheiro de 18.3m llarg (reformats en 2002)[21]
  - 5 ARESA PVC-170
  - 2 Patruller costaner classe Namacurra
- Patrullers de pesca
  - Ngola Kiluange i Nzinga Mbandi (lliurats al setembre i octubre de 2012 per Damen Shipyards)(Operats per personal de la Marina sota jurisdicció del Ministeri d'Agricultura, Desenvolupament Rural i Pesca)
  - 28 metre FRV 2810 (Pensador) (Operats per personal de la Marina sota jurisdicció del Ministeri d'Agricultura, Desenvolupament Rural i Pesca)[22]
- Embarcacions de desembarcament
  - LDM-400 - 1 o 3 (suposadament té problemes de servei)
- Equip de defensa costanera (CRTOC)
  - SS-C1 Sistema de radar Sepal

La marina també té diversos avions per a la patrulla marítima:
| Aparell    | Origen        | Tipus             | Versions | En servei | Notes |
| ---------- | ------------- | ----------------- | -------- | --------- | ----- |
| Fokker F27 | Països Baixos | Transport mitjà   |          | 2         |       |
| EMB 111    | Brasil        | Patrulla marítima |          | 6         |       |
| Boeing 707 | Estats Units  | Patrulla marítima |          | 1         |       |

## Forces especials
Les FAA inclouen diversos tipus de forces especials, els comandos, les operacions especials i els marines. Les forces especials angoleses segueixen el model general de les forces especials portugueses anàlogues, rebent una formació similar.
Els Comandos i les Forces Especials formen part de la Brigada de Forces Especials (BRIFE, Brigada de Forças Especiais), amb seu a Cabo Ledo, a la província de Bengo. El BRIFE inclou dos batallons de comandos, un batalló d'operacions especials i subunitats de suport de combat i suport de servei. El BRIFE també va incloure el Grup d'Accions Especials (GAE, Grupo de Ações Especiais), que actualment està inactiu i dedicat a operacions de reconeixement, encobriment i sabotatge de llarg abast. A la base de Cabo Ledo també s'instal·la l'Escola de Formació Especial de Forces Especials (EFFE). Tant el BRIFE com l'EFFE estan directament sota la Direcció de Forces Especials de l'Estat Major de les Forces Armades.
Els marines (fuzileiros navais) constitueixen la Brigada de Marines de la Marina Angolesa. La Brigada de Marines no depèn permanentment de la Direcció de les Forces Especials, però pot separar les seves unitats i elements per tal que siguin sotmesos al comandament d'aquest organisme per a la realització d'exercicis o operacions reals.
Des de la dissolució del Batalló de Paracaigudes Angolesos en 2004, les FAA no té una unitat especialitzada de paracaigudistes. No obstant això, els elements dels comandos, operacions especials i marines són qualificats com a paracaigudistes.

## Desplegaments estrangers
El principal esforç de contrainsurgència de les FAPLA va ser dirigit contra UNITA al sud-est i les seves capacitats convencionals es van demostrar principalment a la no declarada guerra de la frontera de Sud-àfrica. Les FAPLA van realitzar per primera vegada la seva missió d'assistència externa amb l'enviament de 1.000 a 1.500 soldats a São Tomé i Príncipe en 1977 per reforçar el règim socialista del president Manuel Pinto da Costa. Durant els següents anys, les forces angoleses van realitzar exercicis conjunts amb els seus homòlegs i van intercanviar visites operatives tècniques. La força expedicionària angolesa es va reduir a uns 500 a principis de 1985.
Les Forces Armades Angoleses van participar controvertidament en l'entrenament de les forces armades dels estats de la Lusofonia Cap Verd i Guinea Bissau. En el cas d'aquest últim, el cop d'estat de 2012 a Guinea Bissau va ser citat pels líders golpistes a causa de la participació d'Angola en intentar "reformar" l'exèrcit en connivència amb el lideratge civil.
Una petita quantitat de personal de les FAA està estacionat a la República Democràtica del Congo (Kinshasa) i la República del Congo (Brazzaville). La presència durant els disturbis a Costa d'Ivori de 2010-2011 no va ser confirmada oficialment. No obstant això, el "Frankfurter Allgemeine Zeitung", citant Jeune Afrique, va dir que entre els guàrdies del president Gbagbo hi havia 92 membres de la Unitat de la Guàrdia Presidencial del President Dos Santos. Angola està interessada bàsicament en la participació de les operacions de la FAA de la Unió Africana i ha format unitats especials amb aquest propòsit.